# 岩瀬孝
岩瀬 孝（いわせ こう、1920年1月7日- 2002年1月26日）は、日本のフランス文学者、演劇評論家、早稲田大学名誉教授。

## 来歴
東京生まれ。父は不二サッシ会長を務めた岩瀬悌。早稲田大学文学部仏文科卒。昭和25年（1950年）フランスのアンジェー・カトリック大学に留学の後、パリ大学文学部博士課程第一年度修了。フランス演劇の翻訳、演劇評論で活躍し、早大文学部助教授、教授、1990年定年退職、名誉教授。長女の夫・安川壮一は安川第五郎の孫。

## 著書
- 『ふらんす語カタコト教室』白水社 1956年
- 『古典劇と前衛劇 フランスと日本』朝文社 1991年
- 『にぎにぎしい女たち フランス史に現われた女性像』朝文社 1992年

## 共編著
- 『フランス演劇史概説』佐藤実枝,伊藤洋共著 早稲田大学出版部 1978年

## 翻訳
- T.モーニエ「涜神の人」『現代世界戯曲選集 第8』白水社 1954年
- ロベール・ピニャール『世界演劇史』白水社(文庫クセジュ)1955
- ジョルジュ・ソリヤ『恐怖』白水社(現代海外戯曲)1955
- ジルベール・セブロン『首輪のない犬』白水社 1956年
- 『アヌイ作品集 第1』「荷物のない旅行者」 白水社 1957年
- 『アヌイ作品集 第3』「舞台稽古」 白水社 1957年
- 『ジロドゥ戯曲全集 第2巻』「ユディット」 白水社 1957年
- 『ジロドゥ戯曲全集 第6巻』「ルクレチアのために」「シャイヨの狂女」(鈴木力衛共訳）白水社 1958年
- コルネイユ『嘘つき男』岩波文庫　1958
- 『コクトー戯曲選集 第1巻』「声」 白水社 1959年
- 『コクトー戯曲選集 第2巻』「タイプライター」(矢代静一共訳) 白水社 1959年
- 『モリエール笑劇集』「強制結婚」 白水社 1959年
- 「地球は丸い」アルマン・サラクルー 現代フランス戯曲選集 第1 白水社, 1960年
- コルネイュ「ベレニス」,「フェードル」『フランス文学全集 第2』東西五月社 1960年
- アンドレ・ヴィリェ『演劇概論 その理論と実際』白水社 1960年
- ジャン・ジロドゥ『ジークフリート』角川文庫　1962
- フランソワ・ビエドゥ『テルペのところへ行け」『今日のフランス演劇 第2 白水社 1966年
- フランソワーズ・サガン『スエーデンの城』鈴木康司共訳)『今日のフランス演劇 第3』白水社 1966年
  - 『スウェーデンの城』安堂信也共訳 新潮文庫　1973
- 『ジャン・ラルテギー作品集 第3 外人部隊』冬樹社 1967年(同書は『傭兵』と題名を変えて唯学書房が2014年に再刊）
- 『ジャン・ラルテギー作品集 第4 百万ドルのヴェトコン』開高健共訳 冬樹社 1967年
- アンリ・ド・モンテルラン「サンチャゴの騎士長」佐藤実枝共訳 『今日のフランス演劇 第4』白水社 1967年
- ジャン・ラルテギー作品集 第1 名誉と栄光のためでなく 第2 叛乱 冬樹社 1966年-1967年
- ジャン・ラルテギー作品集 第5 青銅の太鼓 冬樹社 1968年
- アラン『バルザック論』加藤尚宏共訳 冬樹社 1968年
- ジャン・ラルテギー『ゲバラを追って 中南米のゲリラたち』根本長兵衛共訳 冬樹社 1968年
- ガブリエル・マルセル「壊れた世界」『現代世界演劇 5』白水社 1970年
- ジョルジュ・ベルナノス「カルメル会修道女の対話」『現代世界演劇 4』白水社 1971年
- ロスタン『シラノ・ド・ベルジュラック』旺文社文庫　1971
- 「ル・シッド」「ポリュークト」『コルネイユ名作集』白水社 1975年
- クローデル「マリアへのお告げ」『キリスト教文学の世界 3』主婦の友社 1978年
- ジョルジュ・ベルナノス著作集 3 「ウィーヌ氏」「カルメル会修道女の対話」渡辺義愛共訳 春秋社 1979年
- 『ギィ・フォワシイ戯曲集』 血の特集号・相寄る魂 テアトロ 1980年
- 『モーリヤック著作集 4』 神とマンモン 春秋社 1984年
- ジャン=マリー・ドムナック『悲劇への回帰』中央公論社 1987年
- ヴィクトル・ユーゴー『レ・ミゼラブル』大野多加志共訳 偕成社文庫　1993